# Jan Siemieński
Jan Siemieński z Siemienic herbu Dąbrowa (zm. 1746) – kasztelan lwowski w latach 1737–1746, podkomorzy lwowski w latach 1728–1737, podstarości lwowski w latach 1726–1728.

## Życiorys
Był posłem ziemi lwowskiej na sejm 1720 roku. Był posłem ziemi lwowskiej na sejm 1730 roku. W 1733 roku podpisał elekcję Stanisława Leszczyńskiego.
10 grudnia 1733 roku przystąpił do konfederacji województwa ruskiego, zawiązanej w obronie wolnej elekcji Stanisława Leszczyńskiego. Był marszałkiem generalnym konfederacji generalnej.
Był marszałkiem sejmików województwa ruskiego w: 1706, 1731, 1733, 1737, 1740 roku.